# Liste der Kulturdenkmale in Schaalby
In der Liste der Kulturdenkmale in Schaalby sind alle Kulturdenkmale der schleswig-holsteinischen Gemeinde Schaalby (Kreis Schleswig-Flensburg) und ihrer Ortsteile aufgelistet (Stand: 14. April 2025).
Die Bodendenkmale sind in der Liste der Bodendenkmale in Schaalby aufgeführt.

## Legende
In den Spalten befinden sich folgende Informationen:
- Objekt-ID: die Nummer des Kulturdenkmales
- Lage: die Adresse des Kulturdenkmales und die geographischen Koordinaten. Kartenansicht, um Koordinaten zu setzen. In der Kartenansicht sind Kulturdenkmale ohne Koordinaten mit einem roten Marker dargestellt und können in der Karte gesetzt werden. Kulturdenkmale ohne Bild sind mit einem blauen Marker gekennzeichnet, Kulturdenkmale mit Bild mit einem grünen Marker.
- Offizielle Bezeichnung: Bezeichnung des Kulturdenkmales
- Beschreibung: die Beschreibung des Kulturdenkmales
- Bild: ein Bild des Kulturdenkmales

## Sachgesamtheiten
| Objekt-ID      | Lage                                        | Offizielle Bezeichnung | Beschreibung | Bild                             |
| -------------- | ------------------------------------------- | ---------------------- | --- | -------------------------------- |
| 40968 Wikidata | An der Kirche (54° 32′ 37″ N, 9° 36′ 58″ O) | Kirche St. Jakobus     | Aktualisierung vorgesehen - Begründung: geschichtlich, künstlerisch, städtebaulich, Kulturlandschaft prägend - Schutzumfang: Kirche St. Jacobus mit Ausstattung, Kirchhof, Grabmale bis 1870, Feldsteinböschungsmauer, Lindenkranz   | weitere Fotos \| Fotos hochladen |
| 40967 Wikidata | Kahlebyer Weg (54° 32′ 47″ N, 9° 39′ 27″ O) | Kirche St. Marien      | Aktualisierung vorgesehen - Begründung: geschichtlich, künstlerisch, städtebaulich, Kulturlandschaft prägend - Schutzumfang: Kirche St. Marien mit Ausstattung, Kirchhof, Grabmale bis 1870, Kirchhofspforte, Feldsteinwall / -mauer | weitere Fotos \| Fotos hochladen |

## Bauliche Anlagen
| Objekt-ID      | Lage                                                | Offizielle Bezeichnung             | Beschreibung | Bild                             |
| -------------- | --------------------------------------------------- | ---------------------------------- | --- | -------------------------------- |
| 4098 Wikidata  | An der Kirche (54° 32′ 37″ N, 9° 36′ 58″ O)         | Kirche St. Jakobus mit Ausstattung | Alteintragung (Aktualisierung vorgesehen) - Begründung: geschichtlich, künstlerisch, städtebaulich - Schutzumfang: gesamtes Objekt - Denkmaltyp: Bauliche Anlage, Sachgesamtheit: Kirche St. Jacobus                                                               | weitere Fotos \| Fotos hochladen |
| 2873 Wikidata  | Kahlebyer Weg (54° 32′ 47″ N, 9° 39′ 27″ O)         | Kirche St. Marien mit Ausstattung  | Alteintragung (Aktualisierung vorgesehen) - Begründung: geschichtlich, künstlerisch, städtebaulich - Schutzumfang: gesamtes Objekt - Denkmaltyp: Bauliche Anlage, Sachgesamtheit: Kirche St. Marien                                                                | weitere Fotos \| Fotos hochladen |
| 2070 Wikidata  | Mühlenstraße 4 (54° 32′ 48″ N, 9° 38′ 20″ O)        | Wassermühle                        | Die Mühle war bis 1970 in Betrieb und ist in Teilen noch funktionsfähig. Alteintragung (Aktualisierung vorgesehen) - Begründung: Alteintragung (Aktualisierung vorgesehen) - Schutzumfang: Alteintragung (Aktualisierung vorgesehen) - Denkmaltyp: Bauliche Anlage | weitere Fotos \| Fotos hochladen |
| 27661 Wikidata | Mühlenstraße 4 (54° 32′ 49″ N, 9° 38′ 19″ O)        | Mühlenteich                        | Alteintragung (Aktualisierung vorgesehen) - Begründung: Alteintragung (Aktualisierung vorgesehen) - Schutzumfang: Alteintragung (Aktualisierung vorgesehen) - Denkmaltyp: Bauliche Anlage                                                                          | Fotos hochladen                  |
| 27662 Wikidata | Mühlenstraße 4 (54° 32′ 48″ N, 9° 38′ 20″ O)        | Mühlenwehr                         | Alteintragung (Aktualisierung vorgesehen) - Begründung: Alteintragung (Aktualisierung vorgesehen) - Schutzumfang: Alteintragung (Aktualisierung vorgesehen) - Denkmaltyp: Bauliche Anlage                                                                          | Fotos hochladen                  |
| 27663 Wikidata | Mühlenstraße 4 (54° 32′ 47″ N, 9° 38′ 19″ O)        | Wasserlauf                         | Alteintragung (Aktualisierung vorgesehen) - Begründung: Alteintragung (Aktualisierung vorgesehen) - Schutzumfang: Alteintragung (Aktualisierung vorgesehen) - Denkmaltyp: Bauliche Anlage                                                                          | BW                               |
| 2958 Wikidata  | Schleidörfer Straße 24 (54° 32′ 9″ N, 9° 39′ 14″ O) | Fachhallenhaus (ehem. Philippsen)  | Alteintragung (Aktualisierung vorgesehen) - Begründung: Alteintragung (Aktualisierung vorgesehen) - Schutzumfang: Alteintragung (Aktualisierung vorgesehen) - Denkmaltyp: Bauliche Anlage                                                                          | weitere Fotos \| Fotos hochladen |
| 2959 Wikidata  | Schleidörfer Straße 26 (54° 32′ 9″ N, 9° 39′ 17″ O) | Fachhallenhaus                     | Alteintragung (Aktualisierung vorgesehen) - Begründung: Alteintragung (Aktualisierung vorgesehen) - Schutzumfang: Alteintragung (Aktualisierung vorgesehen) - Denkmaltyp: Bauliche Anlage                                                                          | weitere Fotos \| Fotos hochladen |

## Gründenkmale
| Objekt-ID      | Lage                                        | Offizielle Bezeichnung | Beschreibung | Bild            |
| -------------- | ------------------------------------------- | ---------------------- | --- | --------------- |
| 26418 Wikidata | An der Kirche (54° 32′ 48″ N, 9° 39′ 25″ O) | Kirchhof (St. Jakobus) | Alteintragung (Aktualisierung vorgesehen) - Begründung: geschichtlich, Kulturlandschaft prägend - Schutzumfang: Kirchhof, Grabmale bis 1870, Feldsteinböschungsmauer, Lindenkranz - Denkmaltyp: Gründenkmal, Sachgesamtheit: Kirche St. Jacobus   | Fotos hochladen |
| 26414 Wikidata | Kahlebyer Weg (54° 32′ 47″ N, 9° 39′ 23″ O) | Kirchhof (St. Marien)  | Alteintragung (Aktualisierung vorgesehen) - Begründung: geschichtlich, Kulturlandschaft prägend - Schutzumfang: Kirchhof, Grabmale bis 1870, Kirchhofspforte, Feldsteinwall / -mauer - Denkmaltyp: Gründenkmal, Sachgesamtheit: Kirche St. Marien | Fotos hochladen |

## Quelle
- Liste der Kulturdenkmale in Schleswig-Holstein – Kreis Schleswig-Flensburg